# Valentino (canção)
"Valentino"  foi a canção que representou a  Espanha no Festival Eurovisão da Canção 1986 em Bergen, Noruega, interpretada em castelhano pela banda Cadillac (banda constituída por José María Guzmán, Daniel J. Louis e Pedro A. Sanchéz. A canção tinha letra e música de José María Guzmán e foi orquestrada por Eduardo Leiva.
Na noite do festival. a canção foi  nona a ser interpretada, a seguir à canção turca "Halley" e antes da canção suíça "Pas pour moi", interpretada por Daniela Simons. No final, a canção espanhola terminou em décimo lugar, tendo recebido um total de 51 pontos. 
Na canção, a banda fala-nos da forma como um homem preparou um encontro romântico com uma mulher, descrevendo a atmosfera do quarto de um hotel de Madrid para que tivessem uma noite inesquecível. 